# Papež Pij X.
Papež Pij X. (latinsko Papa Pius Decimus), rojen kot Giuseppe Melchiorre Sarto, je bil italijanski škof, kardinal, patriarh, papež in svetnik; *2. junij 1835, Riese (danes: Riese Pio X; Lombardsko-beneško kraljestvo, Avstrijsko cesarstvo danes: Italija), †20. avgust 1914, Apostolska palača (Rim, Kraljevina Italija danes: Vatikan). 

Papež je bil od  4. avgusta 1903 do svoje smrti 20. avgusta 1914. 

Bil je tretji papež, ki je kot »vatikanski ujetnik« živel le v Vatikanu; znan je predvsem po svojih odlokih o pogostnem in zgodnjem svetem obhajilu.

## Življenjepis

### Predniki
Sartovi so omenjeni v Riesu šele v drugi polovici 18. st.; točneje – naselili so se 1763, in so prišli iz obmejne občine Castello di Godego v pokrajini in škofiji Treviso. Rod Sartovih je izumrl 1930, ko je 30. marca umrla še zadnja izmed samskih Jožefovih sester. Sartovi so bili rodom iz Villa Estense pri Padovi in jim lahko sledimo do 15. stoletja, ko so prišli v San Giorgio pri Cittadelli (škofija Vicenza); tukaj se je rodil Anzolo Sarto (1721–1784), ki se je 22. maja 1761 poročil z Antonijo Liviero, vdovo po Zamariju Fratin. Oba sta bila okrog štiridesetih, in sta imela edinorojenca Jožefa (Giuseppe 1762–1841). 
 
1763 se je družina dokončno naselila v Riesu, kjer je bil Jožef občinski sel in se je poročil s Pavlo (Paola) Giacomello (1765–1837). Hiša je bila last njene matere, Angele r. Girardi. Rodilo se jima je med 1784 in 1809 enajst otrok, 6 deklic in 5 dečkov, od katerih jih je pet umrlo že v otroštvu. 

Družina ni bila revna, saj so posedovali dve hiši in šest hektarjev zemlje. Četrtorojeni je bil Giovanni Battista (ali Giambattista ali Gio:Batta) Sarto (1792–1852), oče prihodnjega papeža. 
Novejšega datuma je trditev, da se je papežev oče rodil v kraju Jemielnica (nemško Himmelwitz); to je vas v grofiji Strzelce, vojvodini Opole, dežela Šlezija - na jugozahodnem Poljskem in je središče okraja Gmina Jemielnica.. Po pisanju krajevnega časopisja   se je – ko je ta del zasedla 1795 Prusija – neki Poljak z imenom Jan Krawiec (kar pomeni sarto, krojač) izselil v Riese na Laškem, da bi tam našel politično zatočišče.  Ta podmena pa je čisto iz trte izvita; Sartov rodovnik lahko namreč spremljamo stoletja nazaj po zanesljivih zabeležkah v katoliških matičnih knjigah, kar so potrdili tudi mednarodni strokovnjaki na srečanju v Opolah. 
V maticah Benečije je navedeno rojstvo, poroka in tudi smrt papeževega očeta Janeza (Giovanni), ki je nastopila zaradi plevritisa. 

Po delitvi nepremičnin je dobil Giovanni Battista eno hišo in dve njivi. Star je bil okrog 41 let, ko ga je 13. februarja 1833 poročil z dvajsetletno Marjeto kaplan Pellizzari (1807–1875). Marjeta je bila nepismena hčerka gostilničarja Melhiorja Sanson in - prav tako kot mati Marija Antonini - šivilja. 

### Družina
Giuseppe Melchiorre Sarto se je rodil v Riesu (Lombardsko-beneško kraljestvo, Avstrijsko cesarstvo, danes: Italija, pokrajina Treviso) na hišni številki 30 in sicer dne 2. junija 1835. Bil je drugorojenec od enajstih otrok, ki sta jih imela starša Giovanni Battista Sarto (1792–1852) in Margarita Sanson (1813–94). Krstil ga je 3. junija 1835 v župnijski cerkvi kaplan Pellizzari. Botra sta mu bila kmet Antonio Sarto iz San Vita ter babica kmetica Francesca Zorzan. 

Jože je imel štiri brate in šest sester; ker so trije bratje umrli še mali, je doseglo odraslost osem otrok. 
1. Giuseppe (*31. januar 1834) je dobil ime po očetovem očetu; a je umrl že 6. februarja 1834 zaradi krčev.
2. Giuseppe Melchiorre – to je prihodnji papež in svetnik – se je rodil sončnega dne, 2. junija 1835 ob enajstih dopoldne; ime je dobil po starih očetih; umrl je 20. avgusta 1914.
3. Angelo (* 26. marec 1837 † 9. januar1916) se je 30-leten oženil z Eleonoro Siliprandi;
4. Teresa, poročena Parolin (* 26. januar 1839 † 27. maj 1920); njena hčerka Amalija je bila zaposlena v gostilni »Pri dveh mečih«, ki je stala poleg Jožetove rojstne hiše;
5. Rosa (* 12. februar 1841 † 11. februar 1913);
6. Antonia, poročena Dei Bei (* 26. januar 1843 † 2. marec 1917);
7. Pierluigi (ali Pier Luigi, * 26. januar 1845 † 6. februar 1845);
8. Maria (* 26. april 1846 † 30. marec 1930);
9. Lucia, poročena Boschin (* 29. maj 1848 † 19. junij 1924);
10. Anna (* 4. april 1850 † 29. marec 1926);
11. Pietro Gaetano (* 30. april 1852) je umrl star šest mescev († 30. oktober 1852).

Dosedanji življenjepisi niso omenjali enajstega otroka, po vrsti rojstva sedmega, ki mu je bilo ime Pierluigi, in je živel le 12 dni; zapisan je v mrliški knjigi župnije Riese pod št. 11 s pripombo, da je umrl zaradi krčev dne 8. februarja 1845 ob petih popoldne v svoji hiši.    

### Otroštvo in mladost
Jožefovo otroštvo je potekalo skromno, vendar delavno in veselo. Oče s svojim delom na občini, kjer je bil pismonoša in neke vrste fac totum – vsestranski mojster – in mati s šivanjem – sta zadosti prislužila za vsakdanji kruh; obdelovala sta tudi dva hektarja zemlje in vrtiček z zelenjavo, kjer pa so po izvolitvi za papeža nasadili le rože, ki so Jožetu bile tako ljube. Čeprav niso bili bogati, se niso otepali z revščino. Hudo pomanjkanje je potrkalo na duri šele, ko je nenadoma umrl Jožetov oče Janez. Hudo se je prehladil, ko je po mrzlem vremenu moral ves poten in že bolan v teku raznašati kot sel cel dan pošto - in takrat bi se Jožef skoraj moral posloviti od šolanja. 

Njegova družina je bila složna in patriarhalna, kot tudi vse druge številne družine, ki so sestavljale faro sv. Mateja in tudi živele po veri. To je bila s krščanskega vidika ena najboljših in najbolj povezanih župnij in se je odlikovala s prejemanjem zakramentov, pripadnosti bratovščinam in prakticiranjem pobožnosti, kakor tudi z izpolnjevanjem velikonočne dolžnosti: nespovedanih faranov je bilo manj kot en odstotek. 

Birmal ga je v Asolu 1. septembra 1845 škof Canova, a prvo sveto obhajilo je prejel 6. aprila 1846. V birmanski knjigi je zabeleženo 140 otrok iz Riesa; pod št. 58: "Sarto Giuseppe star 10 let, starši: Giovanni Battista in Margherita Sanson; boter Francesco Trinca di Vallà." Istega botra je imel pod 59. št. zapisani osemletni brat Angelo. Obstaja za 1846 seznam 13 dečkov in 17 deklic, "ki so pripuščeni k obhajilu" – in je od dečkov na prvem mestu omenjen "Sarto Giuseppe di Giovanni Battista". 
 
Župnik Fusarini (1812–1877), ki je bil rieški župnik 1842–1854, je nadarjenega dečka poslal 1844 na študij latinščine. V gimnazijo je hodil od jeseni 1846 do poletja 1850 in jo je končal z najboljšim možnim uspehom. Jože je bil brez izjeme vedno prvi v razredu ne le v ljudski šoli, ampak tudi v gimnaziji in bogoslovju. V šoli je bil zelo prizadeven: včasih je celo nadomeščal učitelja Francesca Gecherla. Bil je pazljiv in živahen, iznajdljiv in strog; naučil se je že v Riesu branja in pisanja, pa tudi odgovarjanja pri sveti maši, obiskovanja verouka in petja na koru; vsak dan je hodil v župnijsko Marijino cerkev v Cendroli, kjer so 1955 v njegov spomin slovesno blagoslovili Baccarinijevo podobo, ki predstavlja Pija X. med prvoobhajanci.   

Njegova sestra Lucija je v postopku za beatifikacijo povedala, da je bil oče Janez sicer dober kristjan, vendar ni bil zadovoljen s sinovo željo po duhovništvu; to je včasih povzročalo napetosti med očetom in materjo, ki je sina pri tem podpirala in se je zanj potegnila. Čeprav je oče v začetku hudo nasprotoval sinovi želji po duhovništvu, se je končno le vdal. Jože pa je 22. avgusta 1846 položil državne izpite na osnovni šoli v Trevizu, ter začel obiskovati gimnazijo v Castelrancu; vsak dan je 7 km pešačil, a pridružil se mu je tudi mlajši brat Angel, ki ga pa v učenju ni dohajal, in je kmalu šolo obesil na klin. Pozneje jima je oče v pomoč kupil osla. 

### V padovskem semenišču
Da bi mogel Jožef Sarto nadaljevati študije, je posredoval kardinal in pesnik, rieški rojak Monico  , in mu omogočil zastonjsko bivanje v padovskem semenišču, kjer je bilo nekaj takih mest rezerviranih za najpridnejše dijake. 

19. septembra 1850 je s petnajstimi leti oblekel talar v domači župnijski cerkvi na veliko veselje sovaščanov, a 13. novembra 1850 je vstopil v semenišče. Devetnajstletnika so ga kot prefetto primo postavili 1854–1858 za ocenjevalca poklicev svojih vrstnikov, pri čemer je pokazal izredno sposobnost za razumevanje človeške duše.  Posvetil se je zlasti latinščini in cerkveni glasbi; sam je sestavil 15 pesnitev za veliki teden, postal pevovodja klerikov ter ravnatelj semeniškega zbora. 

Sredi študija ga je hudo prizadela smrt očeta, ki se je med opravljanjem dolžnosti po slabem vremenu hudo prehladil, dobil pljučnico in po prejemu svetih zakramentov umrl 4. maja 1852 na veliko žalost številne družine. Ko je za to zvedel, je Jože pohitel domov. Družina se je znašla v hudi gmotni stiski; Jožef je uvidel, da bi moral on kot najstarejši poskrbeti zanje, zaradi česar bi moral pustiti ljubo mu šolo. Mati pa je bila pobožna in pogumna žena: dejala je, da bo ona delala s šivanko, Angelo je medtem nabavil par volov, kravica pa bo dajala mleka za drobiž – Beppo naj nič ne skrbi zanje, ampak naj le gre nazaj v semenišče in nadaljuje pot do duhovništva. Istega leta pa je izgubil še najmlajšega bratca Kajetana, ki se je rodil malo pred očetovo smrtjo. Res se je vrnil in še bolj pridno študiral.

Med 1855 in 1858 mu je podelil nižje in višje redove treviški škof Farina:  ostiarij (vratar) in lektor (bralec) je postal 22. decembra 1855; eksorcist (izganjalec) in akolit (svečar) 6. junija 1857; 19. septembra 1857 poddiakon, a 27. februarja 1858 diakon. 

Mašniško posvečenje je prejel 18. septembra 1858 v castelfranški stolnici s papeškim spregledom, ker mu je manjkalo leto do potrebnih 24. Naslednjega dne je pel novo mašo v domačem Riesu. Za svoja semeniška in kaplanska leta je dejal, da so bila "gli anni più belli della mia vita" 

## Cerkvene službe

### Kaplan, nadžupnik, kanonik
18. septembra 1858 je treviški škof Farina  Jožefa posvetil za duhovnika; postal je kaplan v Tombolu. Tam je poglobil svoje znanje bogoslovja; posebej se je posvetil študiju svetega Tomaža Akvinskega in cerkvenega prava, saj je moral opravljati vse dejavnosti dušnega pastirja, ker je bil župnik bolan. 

Ljudje so bili vdani raznim razvadam in so bili prej volkovi kot ovce. Posebej se je posvetil mladini, ki jo je z žoganjem in telovadbo odvračal od kvartanja in kvantanja, ponočevanja in popivanja. Odprl je tudi večerno šolo, kjer je za plačilo prejel obljubo, da ne bodo nikjer preklinjali. Kmalu je postal tudi priljubljen pridigar daleč naokrog in si je malo tudi gmotno opomogel. Revni ljudje mu niso plačali v denarju, ampak je dobival bero v koruzi in pšenici, če je obrodila – in je z njo podpiral tudi mater. 

Posebno hudo je bilo leta 1859, ko je izbruhnila vojna in so vzeli k vojakom njegovega brata Angela, edino materino oporo – ki je zaradi revščine morala odprodati še tisto malo zemlje. Tako ji je ostal edina opora Jožef, ki je ni razočaral. 
  
1867 je postal nadžupnik v Salzanu. Tukaj je obnovil cerkev in razširil bolnico; podpora je prišla iz njegovih lastnih dohodkov, prihrankov in delavnosti. Tu je enkrat dejal med pridigo: „Jaz hočem vsem postati vse." In izpolnil je svojo besedo. Sam je živel jako skromno, a drugim je delil dobrote in često zabredel v dolgove. Enkrat je moral prodati svojega konja, da je mogel poplačati dolgove, ki jih je bil prevzel za reveže. Tudi k zastavljalnici v mestu Treviso se je često zatekel iskat pomoči.  Ljudje so ga vzljubili, ko je skrbel za bolnike med kolero, ki je izbruhnila v severni Italiji po letu 1870. Pozneje bo o njem dejal njegov sodelavec Perosi, da bi za reveže zastavil tudi Vatikan, če bi mogel.

1875 je bil imenovan za kanonika v stolnici in tajnika (namestnika, kanclerja) škofije Treviso; opravljal je tako službo spirituala in rektorja semenišča, kakor tudi izpraševalca duhovnikov. Zelo si je prizadeval, da bi študentje državne šole prejeli versko vzgojo. Kot duhovnik in pozneje škof je pogosto pomagal reševati nravna vprašanja ter imel verouk za kmečko in mestno mladino, ki ni imela možnosti obiskovanja katoliških šol. 

### »Fac totum«v Trevisu
1878 je umrl treviški škof Zinelli , ki je nastopil službo v zmedenih razmerah, ki se do njegove smrti niso izboljšale, kot jih opisuje takratni prostozidarski časopis: 
„V Trevisu je uradno nastopil službo novi škof Zinelli, fanatičen protiitalijanski pridigar. Ves liberalni del meščanstva se ni udeležil slovesnosti. Policija ima polne roke dela. Ko je škof prišel iz cerkve San Martino, je nekdo vrgel proti njegovi kočiji bombo, ki je ranila dva meščana in dva vojaka. 
Po Zinellijevi smrti so stolni kanoniki izvolili za kapiteljskega vikarja Sarta, ki ga je škof tik pred smrtjo imenoval za prvega kanonika; novi škof Callegari je bil imenovan 27. februarja 1880 in posvečen 11. marca 1880, Sarto pa je v semenišču poučeval dogmatiko in moralko. 

Med devetimi leti v Trevisu je zvesto služil trem škofom: Zinelliju (1875–1879), Callegariju (1880–1883)  in Apolloniju (1883–1884)

### Mantovski škof
10. novembra 1884 ga je Leon XIII. imenoval za škofa Mantove; škofovsko posvečenje mu je podelil šest dni pozneje pri Sant'Apollinare alle Terme Neroniane-Alessandrine v Rimu kardinal Parocchi (1833–1901) – papežev vikar za mesto Rim, s soposvečevalcema – bivšim mantovskim škofom Rotom (1805–1890) ter Berengom (1820–1869). 

19. junija 1891 je postal škof-pomočnik papeškega prestola; ta naslov je uvajal v papeški plemiški dvor in je bil 1968 odpravljen. Pred škofovskim posvečenjem mu je papež podelil spregled od pomanjkanja doktorata, ki so ga imeli vsi poznejši papeži, a ga nima niti sedanji, Frančišek.  Zaradi neurejenih razmer je vstopil v svojo škofijo šele pet mesecev pozneje, 18. aprila 1885. 

Vodenju te »težke« škofije, ki jo je Romanato  imenoval »propadajoča oziroma odhajajoča«, nista bila kos že dva škofa: Rota (1871–1879) in Berengo (1879–1884): prvi se je škofiji »odpovedal«, drugi pa je bil »povišan« na videmski sedež. 

Meščansko okolje je označevalo zmedeno nezaupanje, ločinarstvo, „zagrizeni antiklerikalizem”, ki so ga podžigali prostozidarji. Celo v Cerkev se je vtihotapil scientizem, racionalizem in pozitivizem. Kolovodja italijanskega pozitivizma Ardigò (1828–1920) – kanonik ter profesor v mantovskem semenišču, je slekel kuto 1871; naslednjega leta mu je sledilo še deset duhovnikov. 

Novi škof se je potrudil „obnoviti” semenišče, ki je bilo zaprto (1870–1880); že 1886 je prineslo prve sadove. 1885 je napovedal dušnopastirski obisk celotni škofiji. 1888 je sklical svoje duhovnike k škofijski sinodi, katera se ni obhajala že 209 let ne. 

12. oktobra 1885 je ukazal, da mora vsaka župnije poučevati verouk, ter da morajo ob nedeljah in praznikih ljudstvu in otrokom razlagati katekizem. Po potrebi je nadomeščal zadržane župnike, in budno nadziral, ali in kako se to izvršuje. 1887 je ustanovil pri mantovski stolnici osrednjo organistovsko šolo. 

### Prenova cerkvenega petja
Ob koncu mantovskega škofovanja mu je mladi skladatelj in dirigent Perosi navdušeno pripovedoval o bogoslužju v opatiji Solesmes, francoskem benediktinskem središču bogoslužne obnove in gregorijanskega petja, ki ga je škof takoj začel priporočati duhovščini in ljudstvu:
| Italijanski izvirnik | Slovenski prevod |
| --- | --- |
| "L'argomento da raccomandare è il Canto Gregoriano e specialmente il modo di cantarlo e renderlo popolare. Oh! se si potesse ottenere che tutti i fedeli, come cantano le Litanie Lauretane e il Tantum Ergo, così cantassero le parti fisse della Messa: il Kyrie, il Gloria, il Credo, il Sanctus, l'Agnus Dei. Questa sarebbe per me la più bella delle conquiste della Musica Sacra, perché i fedeli, prendendo parte veramente alla Sacra Liturgia, conserverebbero la pietà e la devozione". | „Razlog za priporočanje gregorijanskega petja je zlasti način petja in njegovo razširjanje med ljudstvo. Oh! Ko bi le bilo mogoče doseči, da bi vsi verniki, tako kot pojejo Lavretanske litanije in Tantum ergo, prav tako prepevali stalne mašne dele: Kyrie, Slavo, Vero, Svet in Jagnje Božje. To bi bil zame najlepši dosežek svete glasbe. Verniki namreč, ki resnično sodelojejo pri svetem bogoslužju, bi ohranili pobožnost in duhovnost.” |

O tem je bilo prelito veliko črnila, saj se to njegovo sicer pravilno prizadevanje ni vedno ujemalo z razmerami drugod, med drugim tudi ne s slovenskimi razmerami, kjer je bilo večglasno cerkveno ljudsko petje že od nekdaj udomačeno in ga je uvajanje enoglasnega gregorijanskega skoraj popolnoma izrinilo. To isto zamisel je Sarto ponovil nekaj let pozneje, ko je pisal Giuseppu Callegariju med beneškim obdobjem, ko je v njem dozorel temeljitejši načrt, saj je po cerkvah glede petja vladala revščina in slabo pripravljena polifonija:  
| Italijanski izvirnik 2 | Slovenski prevod 2 |
| --- | --- |
| "Io me le immagino mille voci che cantano in una chiesa di campagna la messa degli angeli [...] e resto rapito, come mi eccitano sempre alla pietà e alla devozione i canti del popolo nel Tantum Ergo, nel Te Deum e nelle Litanie e li preferisco alle musiche polifoniche che non siano ben condotte" | „Predstavljam si tisoč glasov, ki pojejo v kaki podeželski cerkvi Angelsko mašo . Opazim, kako me zmeraj spodbuja k resnični pobožnosti ljudsko petje Tantum ergo, Te Deum in litanije ; imam jih rajši od polifoničnih skladb, posebno če niso dobro uvežbane.” |

Svoje duhovnike je pozival, naj spodbujajo pogostno in vsakodnevno obhajilo, ter naj pripuščajo k obhajilni mizi tudi otroke. Podobno kot v Benečiji je tudi v Mantovi živel izredno preprosto: gospodinjile so mu neporočene sestre Marija, Roza in Ana, da bi prihranil stroške. Vedno je bil blizu revežem in jim tudi gmotno pomagal – imel jih je tako rekoč za družinske člane in vrata škofijske palače so bila vsem, zlasti pa revežem, vedno na stežaj odprta. 

Njegovih devet let je preuredilo propadajočo v vzorno škofijo: škofija je bila obnovljena in temeljito utrjena. Sartovo dušnopastirsko delovanje, ki so ga vedno bolj občudovali od blizu in od daleč, je opazil tudi papež, čigar mantovski kardinal Parocchi, vikar Leona XIII., ga je imenoval za "najboljšega lombardskega škofa". Ko je zvedel, da ga hočejo „poškrlatiti”, je to zavrnil. Ugledni papežev tajnik Rampolla pa mu je namignil, da bi s tem papeža hudo užalostil; zato se je vdal. Čast je dosegel ne toliko zaradi povzdignjenja v patriarha, ampak zaradi uspešnega delovanja v Mantovi. 

### Kardinalinpatriarh
Papež Leon XIII. je imenoval Sarta za kardinala v javnem, po vrsti 19. konsistoriju, 12. junija 1893 in sicer za kardinala-duhovnika pri San Bernardo alle Terme Diocleziane. Tri dni pozneje – 15. junija – pa ga je papež zasebno imenoval za beneškega patriarha. To je potekalo istega dne, ko je petim novim škrlatnikom Leon XIII. izročal kardinalski klobuk, in so slovesno zaprisegli v Sikstinski kapeli. 
Vrstile so se slovesnosti in visoki obiski, ki jih Sarto nikoli ni maral. Posebno se je čutila počaščena Mantova, kjer je minilo že tristo let od škrlatniškega imenovanja, še bolj pa skromni Riese, kjer je sina pričakovala v belo pobeljeni rojstni hiši njegova mati. Že do Tombola ga je pozdravljala navdušena večkilometrska množica, ki se je razvrstila na obeh straneh tračnic in vzklikala: »Evviva il nostro cappellano, evviva don Giuseppe!«  

Gospa Marjeta se je z desetletji postarala, saj je nosila že osem križev; sicer pa se ni spremenila, ampak se je zvesto držala starih, skromnih navad. Sina je krasil škrlat, ona pa ni odložila cenene rute, preprostega krila in na rdeče nogavice navlečenih copat, ki so skoraj obvezne na beneškem podeželju. Patriarhu je papež podaril čudovit pastirski prstan z draguljem ter si ni mogel kaj, a da bi ji ga ne pokazal – in ona ga je tudi poljubila. Tedaj pa mu je pokazala drug prstan: preprost, obrabljen, srebrn obroček, ki je prirastel skozi desetletja k Marjetinemu prstancu, in ji ga je podaril rajni mož Giambatta; primerjala ga je z dragocenim sinovim rekoč in kot v šali dejala: »Veš, sin, brez tega srebrnega obročka ne bi bilo niti tvojega sedanjega imenitnega prstana!« Tedaj se je Jožef sklonil k materini roki in začel poljubljati njen obrabljeni prstan. 

Toda imenovanje patriarha ni šlo brez nevšečnosti. Ko je konec 1891 umrl plemeniti, učeni, dobrodelni in priljubljeni beneški patriarh Agostini , je papež hotel poskrbeti za dostojnega naslednika. Izpraznjeni sedež je ponudil treviškemu škofu Apolloniju , ki je vrh vsega bil rodom iz Benetk, vendar iz (napačne) skromnosti nikakor ni hotel sprejeti visoke časti. Papež se je nato obrnil na Sarta, ki pa je v položaju videl le grenek kelih; vendar je sprejel, da ne bi užalil dobrega papeža; do imenovanja pa je minilo poldrugo leto, in skoraj toliko do zasedbe patriarhije. Zakaj? 
Crispijeva (1818–1901) vlada je vodila tedaj osvajalno in napadalno politiko ne le do svojih sosedov, ampak tudi do afriške Abesinije, kar se je končalo 10. marca 1896 s strahovitim porazom: abesinska vojska je pri Adui pomorila 15.000 italijanskih vojakov – in dan nato je moral osovraženi Crispi odstopiti. Seveda pa vse to zagretih nacionalistov ni iztreznilo. 
Pred tem pa je vlada hudo dvignila davke zaradi oboroževanja, kar je med ljudstvom povzročilo nezadovoljstvo. Poslužila se je preizkušenega načina – udariti po Cerkvi in duhovnikih. Lepa priložnost se je pokazala pri imenovanju najpomembnejšega – beneškega cerkvenega dostojanstvenika. Čeprav so celo civilni pravniki zatrjevali, da ni nobene osnove, si je vlada vseeno svojatala pravico do imenovanja patriarha za Benetke. 

Beneški patriarhat je ustanovil 8. oktobra 1451 Nikolaj V. v zahvalo Benečanom za njihove usluge v korist katoliške Cerkve; v znamenje priznanja je Benečanom dovolil, da sami imenujejo patriarhe. Ko je prišla dežela pod Habsburžane, so na njihovo prošnjo ta privilegij papeži podelili tudi njim; ko pa je prišla pod italijansko kraljestvo 1866, in so Italijani 1870 papežem vzeli še državo, je seveda ta pravica prenehala. Zaradi vseh teh napetosti je število izpraznjenih škofijskih sedežev poskočilo na 30. Sarto je imel dobre odnose s Savojsko kraljevo hišo in je nagovoril posredovanje kralja Umberta, da je kljub prvotnemu obotavljanju končno le podpisal odlok o imenovanju.  Tako je mogel Sarto končno prevzeti v last sedež beneškega patriarhata šele 24. novembra 1894, kjer so mu pripravili slovesen sprejem, kot so to zmožne le Benetke. Nato se je preselil v palačo, ki so jo Habsburžani poprej oskrbeli z vsem potrebnim in obilno podpirali – svobodomiselna italijanska vlada pa ne; revščina je bila tolikšna, da še kuharja ni mogel vzdrževati – kuhale in stregle so njemu – kakor tudi najodličnejšim gostom – zopet njegove tri neporočene mlajše sestre: Marija, Roza in Ana - pa čisto preprosto hrano in oblečene v kmečko obleko.
Čeprav je bil v veljavi še vedno "non expedit" Pija IX., ki je zaradi ugrabitve Papeške države 20. septembra 1870, prepovedoval italijanskim katoličanom sodelovanje v javnem življenju, je Sarto pri tem večkrat pogledal vernikom skozi prste; tako je spodbudil skupen nastop katoličanov in liberalcev, da so v Benetkah preprečili izvolitev protiverskega socialista.

## Papež

### Volitve zvetom
Po smrti Leona XIII. je državni tajnik kardinal Rampolla veljal za prvega kandidata za papeža. Užival je podporo večine italijanskih, francoskih in španskih kardinalov. Je pa nad konklavom kot Damoklejev meč visela nevarnost, da bo kateri od vladarjev osporaval izvolitev kakega njemu neljubega kandidata. Taka praksa je bila že skoraj pozabljena, saj je že davno niso več uporabljali. Konklave je začel z delom 1. avgusta 1903, in ob 11h je bilo prvo glasovanje. Najresnejša kandidata sta bila Rampolla in Gotti. Rampolla je dobil 24, Gotti 17, Sarto 5, Vannutelli 4, drugi pa po dva ali en glas. Ob pol sedmih zvečer je potekalo drugo glasovanje - tudi tokrat v prid Rampollu, ki je dobil 29, Gotti 16, Sarto pa že 10 glasov.
  
V nedeljo 2. avgusta so se kardinali zopet zbrali v Sikstinski kapeli. Še preden pa se je zečelo glasovanje in je tokrat v konklavu že vse kazalo, da bo izvoljen Rampolla, je vstal krakovski škof in kardinal Puzyna, se obrnil k predsedujočemu kardinalu Oregliu in prebral v latinščini napisano besedilo: 
| Latinsko besedilo | Slovenski prevod |
| --- | --- |
| »Honori mihi duco, ad hoc officium jussu altissimo vocatus, humillime rogare Vestram Eminentiam prout Decanum Sacri Collegii Eminentissimorum Sacrae Romanae Ecclesiae Cardinalium et Camerarium S. R. E. ut ad notitiam suam percipiat idque notificare et declarare modo officioso velit: nomine et auctoritate suae Maiestatis Apostolicae Francisci Josephi, Imperatoris Austriae et regis Hungariae, iure et privilegio antiquo uti volentis, veto exclusionis contra Eminentissimum Dominum meum Cardinalem Marianum Rampolla del Tindaro.« Romae, 2 augusti 1903. † J. Card. Puzyna. | "V čast si štejem, da sem poklican k tej službi po najvišjem ukazu, da najponižneje prosim vašo prevzvišenost kot dekana svetega zbora prečastitih kardinalov svete Rimske Cerkve in komornika SRC, da razlagam njegovo sporočilo ter ga posredujem in uradno objavim: v imenu in z oblastjo njegovega apostolskega veličanstva Franca Jožefa, cesarja Avstrije in kralja Ogrske, hoteč se poslužiti prava in stare pravice, izključuje in prepoveduje (da bi bil izvoljen za papeža) prečastiti gospod kardinal Mariano Rampolla del Tindaro." V Rimu, 2. avgusta 1903. † J. kardinal Puzyna. |

V imenu avstroogrskega cesarja Franca Jožefa je torej Puzyna proti kardinalu Rampollu vložil veto (izključitev). Proti takemu nasilju je najprej protestiral predsedujoči konklava kardinal Oreglia, ki je izjavil, da veto ne bo upoštevan. Potem pa je vstal tudi prizadeti kardinal Rampolla; bled ko stena je izrazil mnenje, da bi njemu bilo v največje zadovoljstvo, če bi ne bil izvoljen; da s tem ni prizadet on, ampak svoboda katoliške Cerkve in da naj zato te prepovedi kardinali ne upoštevajo. Nekatere države kot Avstrija, Francija in Španija so imele namreč ta starodavni privilegij, ki ga cerkvena zakonodaja sicer ni odobravala – ni ga pa tudi izrečno prepovedovala. 
Kardinali so sicer soglasno protestirali proti vmešavanju avstrijske države v papeške volitve, vendar izvolitev Rampolle očitno ni več prihajala v poštev. Hoteli so končno izvoliti papeža, proti kateremu ne bi mogel oporekati nobeden od omenjenih vladarjev. Tako je 4. avgusta 1903 kot novi papež iz konklava izšel beneški patriarh Giuseppe Sarto, Pij X. – ki si je za potovanje iz Benetk v Rim kupil povratno karto. 9. avgusta je bil ustoličen in kronan.

### ’’Vse prenoviti v Kristusu’’
Kakor se je Sarto že v prejšnjih službah prvenstveno posvečal dušnemu pastirstvu, tako si je tudi kot papež zadal nalogo: „Vse prenoviti v Kristusu” (Ef 1,10) – in je to začel z neverjetno brzino. 

Načrt svojega papeževanja je razglasil dne 4. oktobra 1903 z okrožnico E supremi apostolatus cathedra, v kateri je vsebovano tudi njegovo geslo. To prenovitev je hotel doseči z listinami, ki so si sledile v mrzličnem zaporedju – navedimo vsaj začetne: 

12. novembra 1903 motuproprij Tra le sollecitudini za prenovo cerkvene glasbe; 18. decembra 1903 motuproprij Fin dalla prima glede preureditve Azione Popolare Cristiana. 

Že kmalu po nastopu je pod kaznijo izobčenja prepovedal vsakršno vmešavanje državnih oblasti v papeške volitve. Veto cesarja Franca Jožefa 1903 je res bil zadnji tak poseg. Odlok z dne 20. januarja 1904 Commissum nobis tako prepoveduje uporabo veta zoper določenega papeškega kandidata s kaznijo izobčenja ne le za tistega vladarja, ki veto daje, ampak tudi za tistega kardinala, ki ga posreduje; zadnjič je tak veto 2. avgusta 1903 prav Sartu v prid posredoval v imenu avstrijskega cesarja Franca Jožefa (na zahtevo italijanskih protifrancosko usmerjenih nacionalistov) krakovski kardinal Puzyna - in sicer zoper izvolitev Francozom naklonjenega kardinala Rampolla. 

2. februarja 1904 sledi okrožnica Ad diem illum ob 50-letnici dogme o Marijinem brezmadežnem spočetju; 11. februarja pa je s pismom Quam arcano napovedal apostolsko vizitacijo mesta Rima. Noben papež pred Pijem X. ni nikoli izvrševal predpisov Tridentinskega koncila, da bi kot rimski škof moral opraviti dušnopastirski obisk tudi v svojem mestu.  V kratkem času je izdal 7. marca 1904 še odlok Constat apud omnes, s katerim določa enako nalogo za apostolski dušnopastirski obisk vseh italijanskih škofij. 

### Odločen in vsestranski prenovitelj
Njegovo vsestransko prenovitveno delo se je začelo z reformo cerkvenega bogoslužnega petja. Posebni komisiji je naložil tudi zahtevno delo za temeljito prenovo zakonika cerkvenega prava (Codex juris canonici). Decembra 1905 je izdal odlok, s katerim je priporočal pogosto, tudi vsakodnevno prejemanje obhajila. Naslednje leto je dodal priporočilo, naj bi otroci že v zgodnjih letih pristopili k prvemu obhajilu. Bogoslužno prenovo je Pij X. nadaljeval z reformo rimskega misala in brevirja, pa tudi s pospeševanjem in podpiranjem laiškega apostolata. 

Kot preizkušen dušni pastir se je močno zavzemal za dobro vzgojo in izobrazbo duhovnikov. Osnova vsemu študiju naj bi bila filozofija in teologija sv. Tomaža Akvinskega. Bogoslovci naj bi redno opravljali duhovne vaje. Škofje naj bi se osebno zanimali za bogoslovce in jim dajali smernice za njihovo bodoče delo. Papež je v posebni okrožnici spregovoril duhovnikom o njihovi pastoralni dejavnosti in škofom priporočal, naj vodijo, usklajajo in spodbujajo delo duhovnikov. V drugi okrožnici je podal svoje misli o katehezi otrok in odraslih; v veliko pomoč naj bi duhovnikom pri tem delu bil nov katekizem, ki ga je papež predpisal za vso Italijo; do tedaj uporabljani katekizem sv. Roberta Belarmina je po njegovem mnenju postal za sodobne ljudi pretežak in večkrat tudi nerazumljiv. Tako se je tega novega katekizma kmalu prijelo ime Katekizem Pija X.

Pij X. se je lotil tudi prenove rimske kurije. Zmanjšal je število kardinalskih kongregacij in jim zaupal nove naloge. Na njegovo pobudo so s 1. januarjem 1909 v Vatikanu začeli izdajati uradni list Acta Apostolicae Sedis, ki odtlej redno objavlja vse papeške dokumente. 1909 je izdal nova določila glede obveznega obiska škofov ad limina v Rim ter prenovil vrhovno cerkveno sodišče (Rota Romana). V istem letu je ustanovil za temeljit študij Svetega pisma izredno pomemben Biblični inštitut v Rimu, benediktincem pa je naročil, naj ponovno znanstveno-kritično pregledajo svetopisemsko besedilo starega latinskega prevoda Vulgate. 

V okrožnici Pascendi Dominici iz leta 1907 je obsodil več modernističnih zmot ter dal škofom navodila, kako naj izbirajo profesorje za semenišča, kako naj uredijo filozofski in teološki študij ter študij pomožnih ved. Kar se tiče modernizma, je to dokaj širok pojem in je večkrat prišlo v zvezi s tem do nesporazumov

Pij X. je prišel torej v zgodovino kot liturgični, glasbeni in evharistični papež.

### Nezavidljiv mednarodni položaj
Čeprav se je Pij X. v prvi vrsti posvečal notranji prenovi verskega življenja, se ni mogel izogniti perečim vprašanjem odnosov s posameznimi državami, pri čemer pa ni imel srečne roke. 

Portugalska Cerkvi ni bila naklonjena: več škofov so izgnali, zaplenili cerkveno imetje ter razpustili več redov. 

Francija je 1904 prekinila diplomatske odnose s svetim sedežem. Papež je s posebno okrožnico obsodil posege francoske laicistične vlade v cerkvene zadeve; vlada je začela omejevati svobodo izpovedovanja vere, cerkvenim ustanovam vzela številne šole, izganjala je redovnike in zaplenila vse premoženje; ni več podpirala cerkvenih ustanov in tako je bilo prepuščeno propadanju tisoč umetniško dragocenih cerkva. Potem, ko je vlada enostransko pretrgala diplomatske stike s Svetim sedežem, je papež posvetil 14 francoskih škofov; v zahvalo so mu podarili dragocen zlat kelih s pateno, ki ga je papež Pij X. podaril župniji Salzano, kjer je bil nekdaj župnik (1867-1876) in ga danes hranijo v tamkajšnjem cerkvenem muzeju. 

V Italiji je bilo močno čutiti delovanje prostozidarjev, po drugi strani pa so postajali vse močnejši glasovi, ki so zahtevali, da se katoličani spet vključijo v politično življenje, v katerem niso sodelovali od ukinitve cerkvene države 1870. Papež se je izrazil v prid sodelovanju katoličanov, kjer bi to onemogočilo protiverske stranke in kandidate. Leta 1909 je tako v parlamentu spet dobilo mesto 24 katoličanov, pozneje pa vedno več. 

### Odnos do znanosti
Če pregledujemo spise Pija X., bomo presenečeno ugotovili, da papež - ki je bil sicer tako kritičen do novih filozofskih ali verskih tokov - ni nikoli posredoval v sporih glede znanstvenih vprašanj, čeprav so njegova leta bila obdobje, ki je raztečajilo stoletne temelje fizike z oblikovanjem kvantne teorije (1900) Maxa Plancka  (1858–1947), relativnostne teorije Alberta Einsteina (1879–1955) ter jedrske razlage snovnega sveta (1903–1913) prek del Thomsona (1856–1940), Rutherforda (1871–1937) in Bohra (1885–1962). 

Giuseppe Sarto se je uspešno celo sam ukvarjal z znanstvenim študijem, s posebnim poudarkom na matematiki in astronomiji; pokazal je svojo znanstveno izurjenost v sestavi poldnevnika; kot papež pa je spremljal delovanje Vatikanske zvezdarne Specola vaticana, ki so jo ustanovili in podpirali že njegovi predniki.  

### Kaj je menil otangu?
V začetku 19. stoletja so prinesli iz Argentine nov ples tango, ki je začel spodrivati valček in polko. Parižani so se obrnili na papeža z zahtevo, naj ga kot preveč čutnega prepove. Pij X. pa se je hotel o pohujšljivosti plesa najprej sam prepričati in ko ga je par prikupno odplesal, je papež pripomnil: 
| Furlanski izvirnik                                                                                   | Italijanski prevod                                                                                                   | Slovenski prevod                                                                                              |
| --- | --- | --- |
| Mi me pàr che sia più bèo el bàeo a 'ea furlana; ma no vedo che gran pecài ghe sia in stò novo bàeo! | A me sembra che sia più bello il ballo della furlana; ma non vedo che grandi peccati vi siano in questo nuovo ballo! | Zdi se mi, da je furlanski ples mnogo lepši; vendar ne vidim, da bi bili v tem novem plesu kaki veliki grehi! |

Odpovedal je torej prepoved plesa, ki je bila že pripravljena. Dogodek je navdihnil Trilussovo pesnitev Tango e Furlana 

### Tudi kot papež reven in dobrodelen
Ko je postal Jožef papež, je zavrnil, da bi dal kakršne koli prednosti svoji družini - pa tudi oni niso tega pričakovali; celo šalili so se na ta račun; češ kako smešno bi bilo, da bi bil kdo od njih preprostih kmetov, pismonoš ali gostilničarjev, prištet med grofe ali celo v Švicarsko gardo. Njegov brat je tako ostal poštni uslužbenec, njegov ljubi mu nečak je ostal navaden škofijski duhovnik, in njegove tri neporočene sestre so gospodinjile v Rimu bratu papežu skorajda v revščini, saj je brat papež vse razdal revežem; njegovi sorodniki so torej še naprej živeli v podobnih razmerah, kot drugi tedanji preprosti ljudje. 

Jožefu Sartu je bilo poprej, pa tudi kot papežu Piju X., popolnoma tuje sprejemanje človeških časti in odlikovanj; pa je nekatera hočeš nočeš moral sprejeti. Tako je bila z njegovo papeško izvolitvijo samodejno tudi njegova družina povzdignjena v plemiški stan, kar se je šele pozneje odkrilo: 
| Dovette accettare che la famiglia fosse nobile (italijanski izvirnik) | Moral je sprejeti, da je njegova družina postala plemiška (slovenski prevod) |
| --- | --- |
| "La famiglia, in virtù della Bolla Benedettina Urbem Romam del 1746, è stata aggregata alla nobiltà romana, ed in conseguenza è iscritta nell'El. Nob. Ital. col titolo di nobile romano (mf.), in persona dei discendenti dai fratelli di Pio X". | "Njegova družina, v moči Benediktove bule Urbem Romam iz 1746, je bila pridružena rimskemu plemstvu, in posledično vpisana v ’Seznam italijanskega plemstva’ z naslovom rimskega plemiča v osebi potomcev Pijevih bratov (in sester)" |

## Dela
- »Katekizem Pija X.« (v madžarščini). Pridobljeno 6. decembra 2011.

- Papež Pij X. je med sedmimi konzistoriji imenoval 50 kardinalov.

### OkrožnicePija X.
Besedila vseh okrožnic, motuproprijev, drugih spisov in nagovorov glej na Vatikanski strani: 
1. E supremi (4. oktobra 1903): obnova vseh stvari v Kristusu.
2. Ad diem illum laetissimum (2. februarja 1904): Brezmadežno spočetje Device Marije.
3. Iucunda sane (12. marca 1904): papež Gregor I..
4. Acerbo nimis (15. aprila 1905): poučevanje krščanskega nauka.
5. Fermo proposito (11l junija 1905): ustanovitev in razvoj Katoliške akcije.
6. Vehementer nos (11. februarja 1906): laičnost države na Francoskem.
7. Tribus circiter (5. aprila 1906): mariaviti oziroma mistični duhovniki na Poljskem.
8. Pieni l'animo (28. julija 1906): duhovščina v Italiji.
9. Gravissimo officii munere (10. avgusta 1906): verske družbe v Franciji.
10. Une fois encore (6. januarja 1907): ločitev med Cerkvijo in državo v Franciji.
11. Pascendi Dominici gregis (8. septembra 1907): teološke zmote modernizma.
12. Communium rerum (21. aprila 1909): sveti Anzelm.
13. Editae saepe (26. maja 1910): sveti Karel Boromejski.
14. Iamdudum (24. maja 1911): zakon o ločitvi med Cerkvijo in državo na Portugalskem.
15. Lacrimabili statu (7. junija 1912): domorodci (Indijanci) v Južni Ameriki.
16. Singulari quadam (24. septembra  1912): delavska združenja.

## Smrt, češčenje in spomin

### Bolezen in smrt
1913 je Pij X. doživel srčni napad; zdravje se mu je slabšalo postopoma, kakor so se slabšale mednarodne razmere; ko je spoznal, da je Prva svetovna vojna neizbežna, se ga je polotila še huda potrtost. 

Pij X. je že dolgo napovedoval hudo vojno: »La guerra che viene« (»Vojna, ki prihaja«) je bil pogost izraz v njegovih govorih. Ko so omenjali Balkanski vojni, je dejal: „Non questa guerra, viene guerrone!” („Ne ta vojna, prihaja ’vojskun’!”) 
 
Ko je vojna potem zares izbruhnila, ga je to globoko pretreslo. V apostolski spodbudi Dum Europa z dne 2. avgusta 1914 je izrazil to svojo skrb in spodbudil katoličane, naj obrnejo svoje srce h Kristusu, ki je knez miru in posrednik med Bogom in ljudmi, da bi podelil mir nemirni Evropi in svetu. To je žalosten in njegov zadnji poziv, naj dežele končajo sovražnosti in poiščejo vse poti za prenehanje medsebojnih spopadov zaradi višjih koristi človeštva in miru. To je bila ena najvišjih mirovnih oporok, kar jih je bilo sporočenih prihodnjim rodovom. 

»Rad bi žrtvoval tudi svoje življenje, če bi lahko s tem odkupil mir Evropi«, je dejal grofu Macchiju. Mučen občutek, da ne more preprečiti smrti milijonov ljudi, je pospešil njegovo lastno smrt. 

Na praznik Marijinega vnebovzetja – 15. avgusta 1914 – je zbolel za pljučnico, od katere si ni več opomogel. 

Umrl je v četrtek, 20. avgusta ob 1:16 v Rimu; ravno na dan, ko so nemške čete vkorakale v Bruselj. Zdravnik Marchiafava je izjavil: »Nikogar še nisem videl, da bi tako veder odhajal s tega sveta.« 

### Oporoka in nagrobnik
V svoji oporoki je zapisal, da želi umreti reven: 
| Parole nel suo testamento olografo                           | Besede v njegovi lastnoročni oporoki                                     |
| ------------------------------------------------------------ | ------------------------------------------------------------------------ |
| "Nato povero, vissuto povero e sicuro di morir poverissimo". | "Rojen sem reven, živel sem reven in gotov sem, da bom umrl čisto reven" |

Ni hotel nobenega okrasa na grobu. Po njegovi želji njegovega trupla niso balzamirali. K počitku so ga položili v preprost grob v Vatikanskih jamah (Grotte Vaticane) na neokrašeno mesto. Pozneje so njegovo truplo prenesli pod oltar Oznanjenja v baziliko sv. Petra. Na željo njegovih naslednikov pa so mu postavili v sami Cerkvi sv. Petra v levi ladji dostojen spomenik, ki so ga odkrili 28. junija 1923. 
  
Besedilo njegove oporoke povzema papeško življenje v senci križa in v njegovem uboštvu, ki ga je strogo uresničeval; to je omenjeno tudi na nagrobnem napisu:
| Epitaf Piju X. (latinski izvirnik) | Nagrobni napis papežu Piju X. (slovenski prevod) |
| --- | --- |
| PIUS P.P. X DIVES ET PAUPER MITIS ET HUMILIS CORDE REIQUE CATHOLICAE VINDEX FORTIS INSTAURARE OMNIA IN CHRISTO SATAGENS PIE OBIIT DIE XX AUG. A. D. MCMXIV | Papež Pij X. bogat in reven ponižen in pohleven, mogočen zavetnik katoliške zadeve: »Vse obnoviti v Kristusu!« To je tudi udejanjil. Pobožno je umrl dne 20. avgusta leta Gospodovega 1914. |

### V zarji slave
Ljudstvo in duhovščina so Jožefa Sarta že za življenja imeli za svetnika. Ko je bil še kaplan v Tombolu (1858–1867), je njegov bolehni, pa učeni župnik Antonio Constantini, o njem zapisal: „Don Giuseppe se bo kmalu povzpel navzgor po duhovniški lestvici; čisto gotovo ga čaka škofovska kapa. In potem? Kdo ve, kaj se bo še zgodilo potem?!” Drugič pa: „Moj kaplan je resnično svet. K doslej poznanim lastnostim moram dodajati vedno nove: apostolska gorečnost, presenetljiv pogum in dobrodelnost, ki spominja na prve krščanske čase."  Po smrti se je njegovo češčenje vedno bolj širilo. 14. februarja 1923 se je začel svetniški postopek. 12. februarja 1943 je dosegel priznanje junaških kreposti in je dobil naslov častitljivi. 19. maja 1944 so prenesli njegove ostanke v kapelo Sv. Križa v cerkvi sv. Petra. Truplo je bilo dobro ohranjeno in kljub temu, da ni bilo balzamirano, v izredno dobrem stanju - nestrohnjeno, kar nekateri imajo za čudež.

Na njegovo priprošnjo so se dogajale nenavadne reči. Nuna Marie-Françoise Deperras je ozdravela od kostnega raka 7. decembra 1928 med opravljanjem devetdnevnice, ko so položili Pijeve relikvije na njena prsa; nuna Benedetta De Maria je na podoben način ozdravela od raka 1938. Združba za zadeve svetnikov je ti ozdravljenji priznala za znanstveno nerazložljivi, papež Pij XII. pa je to potrdil 11. februarja 1951 in s tem odprl pot k beatifikaciji.

3. junija 1951 je potekal v Vatikanu – na Trgi svetega Petra – slovesen obred beatifikacije (=poblaženja) v navzočnosti 23 kardinalov, stotin škofov in stotisočglave množice vernikov. Papež Pij XII. ga je imenoval „evharističnega papeža”. Nanj je naslovil pomembne besede, saj se je zavedal zgodovinske zapletenosti njegovega delovanja, ki ga je poznal že iz časov, ko je začel svojo diplomatsko kariero v državnem tajništvu: 

„Pij X. je s svojim bistrookim orlovskim pogledom, ki ga je razsvetljevala jasnost večne resnice in vodila občutljiva vest, človek, papež in svetnik take veličine, da bo težko našel zgodovinarja, ki bo zmogel hkrati zajeti njegovo osebnost v vseh njenih vidikih.” 

Osem mesecev pozneje, 17. februarja 1952, so njegov od vernikov obiskovani in češčeni grob postavili pod oltar Darovanja (Presentazione) v levi ladji bazilike sv. Petra. 

Kanonizacija (=posvečenje) je sledilo kmalu: 17. januarja 1954 sta bila priznana še dva čudeža na njegovo priprošnjo; 29. maja 1954 pa ja Pij XII. opravil slovesni obred pred 800.000 verniki. Sveti Pij X. je postal zavetnik semenišč, patron škofij, zavetnik izseljencev ter katoliških esperantistov.

Pij X. je edini papež, ki je bil prištet k svetnikom od XVII. st. naprej (do leta 1954). Zdelo se je, da se uresničuje napoved svobodomiselnega Il Giornale d’Italia z dne 22. avgusta 1914: 
| "La Storia ne farà un gran Papa: la Chiesa ne farà un gran Santo". | Zgodovina bo od njega napravila velikega papeža: Cerkev pa bo od njega napravila velikega svetnika. |

Začelo se je srečno desetletje za Pija X.: njegovo češčenje se je bliskovito razširilo po vsem svetu in številne cerkve v Italiji in po svetu so gradili v čast novemu svetniku. Posvečenih mu je 85 župnijskih cerkva v Italiji, 65 v Nemčiji, 15 v Belgiji, 18 v Kanadi in 2 v Avstriji, nekaj pa tudi v ZDA in drugod; med cerkvami je najbolj  znana podzemna Bazilika sv. Pija X. v francoskem Lurdu, v katero lahko gre 20.000 romarjev – med njimi tudi bolniki na vozičku. 

Ko se je beneški patriarh Sarto 1903 odpravljal na papeške volitve, so ga Benečani prosili, naj se kmalu vrne, in jim je obljubil: »Živ ali mrtev.« In se je resnično vrnil, ko je dal papež Janez XXIII. njegovo truplo za nekaj dni prepeljati v Benetke vernikom v češčenje.  Tam stoji danes njegov doprsni kip s spominsko ploščo na Mostu svobode (Ponte della Libertà), ki povezuje lagunsko mesto s kopnim; tako spominja na začasen prenos njegovega trupla 1959 v Benetke. 

## Pij X. vumetnosti

### Ignis ardens
Malahijeva prerokba pravi o njem, da je Ignis ardens (Plamteči ogenj). To geslo povezujejo z znano dušnopastirsko vnemo svetega Pija X. Ta papež je kazal gorečo vnemo za duhovno prenovo Cerkve.

### RomanPlamteči ogenj
Hünermann je napisal 1953 poljudni roman o Piju X., ki mu je dal naslov v zvezi z Malahijevo prerokbo Brennendes Feuer . Roman je bil preveden tudi v slovenščino pod istim naslovom: Plamteči ogenj (Ognjišče 1968); že prej pa kot Kres do strmih nebes (Družina 1961). 

### RomanVečno mesto
Pij X. je domišljijski papež v prihodnostno-domišljijsko-političnem romanu  Večno mesto (latinsko Civitas aeterna; angleško The eternal city; italijansko La città eterna). To je roman britanskega pisatelja Caina, napisan 1900. in izvirno objavljen 1901. Po vrsti predstavlja svojevrstno povezavo politično-prihodnostno-domišljijske in prizadete melodrame, a dejanje je postavljeno v Italijo v (tedaj) bližnji prihodnosti. Zanimiva posameznost je, da je pisatelj predvidel, da se bo novi papež imenoval Pij.

### NovelaTežko življenje
Pij X. je omenjen tudi na koncu politično-satirične novele irskega pisatelja Flann O'Briena The Hard Life (Težko življenje); pisec je bil sicer zaveden Irec in veren katoličan, vendar vdan pijači – in se morda prav zato ostro norčuje iz šolske, civilne in cerkvene oblasti. Na koncu novele hoče prodajalec ženskih stranišč pridobiti 1910 za svoje podjetje samega papeža Pija X., kar mu pa je popolnoma spodletelo. . Papež kot vrhovni patriarh patriarhalnega sveta odločno zavrne tako ponudbo in modro razsodi: 
»Bona mulier fons gratiae. Attamen ipsae in parvularum rerum suarum occupationibus verrentur. Nos de tantulis rebus consulere non decet.«  

### PesnitevZone
1913 je francoski pesnik poljskega porekla Apollinaire označil kot naveličano starodavno grško-rimsko omiko, ki ji je zoperstavil krščanstvo, ki »v Evropi edino ni staro« in je v pesnitvi Zone  izrazil paradoksalno misel o papežu, ki je obsodil modernizem, češ da je v Evropi najbolj moderen ravno papež Pij X.

### Pesem:»Sveti papež Pij, obvaruj Italijo pred vojno!«
1914 je italijanski pesnik Marulli napisal pesem - ki je uglasbena - v čast pravkar umrlemu papežu Piju X., kjer se mu priporoča, naj obvaruje Italijo pred vstopom v vojno in jo tako reši vojnih grozot. Obenem poudarja misel, da je izbruh prve svetovne vojne povzročil papeževo prezgodnjo smrt.   Pesem ima pripev, ki povzema vsebino: "Upajmo, bratje, da zdaj, ko je Božje naročje objelo 
svetega papeža Pija, bo od bičev krute vojne obvarovana Italija!" 

### FilmLjudje ne gledajo v nebesa
Zadnje leto papeževega življenja je prikazano v filmu italijanskega režiserja Scarpellija: Ljudje ne gledajo v nebesa (italijansko Gli uomini non guardano il cielo). Film je postavljen v leto 1914; papeža žalosti, da ljudem ni mar za njegovo službo: tolaži ga njegov nečak.
Izvirno pesnitev  Zone in delni slovenski prevod Obzidje, kakor tudi pesem  Il dolore universale per la morte di Pio X in slovenski prevod Splošna žalost zaradi smrti Pija X. - lahko najdete na Wikiviru!

## Ocena

### Ljudski papež
Kdo je papež Pij X.? – so se spraševali ob njegovi izvolitvi, in takratni slovenski časopis je dal tale odgovor:
1. Mož iz ljudstva je. Preprost kmet in pozneje občinski sluga je bil njegov oče. Papež Leon XIII. je bil d e l a v s k i papež, Pij X. obeta biti 1judski papež.
2. Mož živeč med ljudstvom je. Kaplan in župnik na deželi, kanonik v mestu in vodja semenišča, upravitelj škofije, škof, nadškof, patrijarh in kardinal in slednjič papež: tak mož da bi ne poznal ljudstva vseskozi, in vseh njegovih nadlog in potreb?
3. Mož za ljudstvo je. Kmetje in gospoda, duhovniki in neduhovniki: vsi so ga spoštovali in ljubili, koderkoli je bival. Otroci so mu vriskali, jetniki se ga veselili, ubožci obožavali, veljaki ga častili. Nikogar ni žalil, vsakemu pomagal, vsakemu odpustil. Sam je živel skromno in ubožno, a vedno bogat za reveže, njim na ljubo delal celo dolgove in zastavljal dragocenosti.

Papež Leon XIII., plemenitaš po rodu, mož velikega duha in srca, ni maral in ni mogel prezreti socialnega gibanja: modre in premišljene besede so kazale pot, kako ohraniti ljudstvo veri in domovini, ga večno in časno osrečiti. Papež Pij X. pa je vse to sam in nad seboj poskusil: hodil je pota Leona XIII. v vsaki službi. Miren a odločen, prizanesljiv a v bistvenih stvareh neodjenljiv, prijazen ter mil a tudi strog in neizprosen, kakor je trebalo; tak je bil kaplan, župnik, kanonik, škof, nadškof, kardinal, patriarh Sarto, tak bo papež Pij X. 

Vse to: njegovo pokoljenje, njegove službe, njegove izkušnje, njegovi uspehi, njegova veljava, njegove vrline: vse to nas navdaja po pravici z najmočnejšim upanjem, da bo Pij X. zares blagodejno in zmagovito vladal sveto Cerkev v naših demokratskih časih kot ljudski papež. 

### Izredno pomemben pontifikat
Pij X. je (s svojo oporoko) bil zvest svojemu življenjskemu načrtu vse do groba. Marsikatere nemire, številne težave, boje in nerazumevanja je moral doživeti v svojem papeževanju ta pogumni Kristusov vojak, ki ni gledal ne na levo ne na desno, in ni ničesar vedel o diplomatskih ozirih in finesah. Osebnega sovražnika pa ni imel. Ves svet si je bil edin v priznavanju njegovih krščanskih in duhovniških čednosti, njegovi neutrudni delavnosti in tudi v poštenosti njegove volje. Njegova dobrota, ljubeznivost, dobrodelnost in preprostost so mu pridobile srca vseh, ki so se mu približali.

Da se je z njegovim povišanjem na papeški prestol začelo novo obdobje cerkvene zgodovine, je eno tistih pretiravanj, s katerimi nekateri tako hitijo. Toda za notranjecerkveno življenje je bil njegov pontifikat izredno pomemben; z novim Cerkvenim zakonikom (Codex iuris canonici) ostaja ime Pija X. neločljivo povezano. 

### Gondola svetega Petra
Komaj dve desetletji po posvéčenju (kanonizaciji) je začela Pijeva zvezda bledeti; med Drugim vatikanskim vesoljnim cerkvenim zborom (1962-1965) so začela vstajati negativna mnenja, ki so zadevala Pijev odnos s sodobnim svetom, zlasti v zvezi z odlokom Gaudium et spes – pastoralno konstitucijo o Cerkvi v sedanjem svetu (CS). 

1. V pokoncilskem obdobju pa so ga začeli poveličevati nazadnjaški katoličani (tradicionalisti); prisvojili so si del njegovega sporočila, ko so se omejili le na njegov antimodernizem. Ti pripadniki Lefebvrove (1905–1991) Fraternité Saint Pie X v Econu, so postali razkolniki.
2. Nasprotno pa so ga začeli prezirati napredni ali koncilski katoličani (progresisti), ki so ga opredeljevali kot nepopustljivega, neprilagodljivega, avtoritarnega, vdanega izročilu, nazadnjaškega in centralističnega.
3. Med navadnimi verniki pa se le širi njegovo češčenje kot papeža evharistije in katekizma, a misionarji ga cenijo kot pospeševalca misijonov.

Med zgodovinarji sodba o njem še zdaleč ni dokončna. 

Odklonilno ga sodi npr. Schmidlin, ki se je že 1934 zelo neugodno izrazil o protimodernističnem delovanju Sodalitium Pianum, ki jo je podpiral Pij X.  1937 pravi o njem Sturzo , da je imel skoraj župnijsko gledanje na politično življenje . V novejšem času Lill odklonilno ocenjuje njegov nazadnjaški protimodernizem ter nabreklo razlago papeške oblasti 

Deloma naklonjeno ga ocenjuje Aubert kot reformatorja in konzervatorja istočasno, ki pa je bil največji prenovitelj notranjega cerkvenega življenja po Tridentinskem koncilu.  Martina izraža  dvom nekaterih zgodovinarjev, ali je bila njegova usmeritev primerna, čeprav je čutil odgovornost in gorečnost za Cerkev. 

Sorazmerno mu je naklonjen tudi Tramontin,  ki po eni strani ceni Pijevo versko vnemo za obrambo krščanske omike, po drugi strani pa trdi, da je s tem bolj oviral in omejeval, kakor pospeševal in spodbujal dejavnost cerkvenih ljudi na različnih področjih  Piko na i pa je postavil Snider, ki je pravzaprav zopet postavil njegovo osebnost v tiste čase, v katerih je deloval, v nasprotju s tolikerimi pocukranimi življenjepisi, ki so v smislu poučevanja bralca svetnika izvlekli iz njegovega časa. 

Po svojem bistvu je ugodno in zelo uravnovešeno ovrednotenje Lortza,  ki vidi v njem gorečega papeža dušnega pastirja, ki je znal združiti nasprotja med pobožnostjo in pravom.  Romanato pa meni, da mnoge značilnosti katolištva v 20. stoletju izhajajo iz reform Pija X., iz njegovih pobud, predvidevanj in cerkvenega videnja. 

Ne manjkajo niti uničujoče in hude obsodbe. Neimenovani – ki izraža pogostno navzoče mnenje, pravi: "Rojen je v habsburški Benečiji, ni si mogel kaj, a da ne bi polombardil-pobenečil Cerkve, z vsemi prisilnimi in centralističnimi postopki, ki jih je to prinašalo." Najbolj zbadljiva pa je obtožba Duchesna, , ki mu je podtaknil, da je s svojim podeželskim videnjem Cerkve in z omejenim kulturnim obzorjem duhovnika, ki je izhajal iz globoke Benečije, spremenil lomljivo barko sv. Petra v gondolo sv. Petra. Šalo na stran, če ugotovimo, da so kar trije papeži v 20. stoletju kar dobro krmarili to krhko gondolo svetega Petra: poleg Giuseppa Sarta (svetega Pija X.) še tudi Angelo Roncalli (sveti Janez XXIII.) in Albino Luciani (častitljivi Janez Pavel I.) – in vsi trije so bili beneški patriarhi. 

Če upoštevamo sodbe, da je bil izvoljen za papeža človek s tako omejenimi izkušnjami in podeželskega porekla in mišljenja, nas mora pravzaprav čuditi dejstvo, da je uspel delovati kot pastir katoliške Cerkve s tako močjo, gotovostjo in obnoviteljskim duhom. 

## Galerija

### Življenje in delovanje
- Mladi Jožef Sarto
- Jožef Sarto kot kardinal jezdi na konju
okrog 1901
- Pij X. v različnih obdobjih svojega življenja; fotografiral Eugène Cattin  (1866–1947)
- Papež Pij X. je bil mantovski škof med 1884 in 1893
- Papež Pij X. okrog 1907
- Lorenzo Perosi (1872–1956), skladatelj in maestro Sikstinske kapele
- Kardinal državni tajnik Leona XIII. Mariano Rampolla del Tindaro je bil najresnejši kandidat za papeža 1903
- Državni tajnik je postal Rafael Merry del Val (1865–1930)

### Svetništvo
- Stolnica Treviso – leva stran kora: Apoteoza sv. Pija X. (Biagio Biagetti)
- Kip Pija X. v Baziliki sv. Petra, Vatikan
- Cerkev sv. Petra in Pavla, Clonmel, Irska: Sveti Pij X. obhaja mladino
- Bazilika sv. Pija X. v Lurdu
- Barvno okno v župnijski cerkvi Rožnovenske Matere Božje, Saint-Ouen. Jožef Sarto – zavetnik svete Cerkve
- Bosentino (Trentino) – barvno okno z likom Pija X. v cerkvi sv. Jožefa
- Barvno okno (izrez) v župnijski cerkvi Marijinega Srca, Suresnes predstavlja grb Pija X.
- Barvno okno v cerkvi sv. Petra in Pavla, Étrelles predstavlja grba Pija X.

### Življenje in delo
(slovensko)
- Svetniki.org

(angleško)
- Catholic Encyclopedia New Advent 1912 Pope Pius X
- Saint Pius X, Pope, Confessor by Digiprove
- Catholic Exchange, Today's Saint August 21, 2017 Pope St. Pius X]]
- Biography: Pius X Facts
- Telegraph: Vatican City and Holy See: Secret Conclave papers show how Saint Pius X was not meant to become Pope
- Saint Pius X Saint of the Day for August 21
- Society of St. Pius X - Latest News
- Pope St. Pius X Posted byMatthew
- Pope Saint Pius X Br. John Neumann, M.I.C.M., Tert.
- CatholicSaints.Info notes about your extended family in heaven Pope Saint Pius X
- EWTN Pope Pius X
- Pope St. Pius X: The Great Reformer by Joseph F. X. Sladky

(italijansko)
- Avvenire: Pio X, il papa tradito tre volte di Gianpaolo Romanato (ocena)
- Famiglia Cristiana 21.VIII.2017: Papa Sarto San Pio X: catechismo, modernismo e tango (ocena)
- Pio X, santo di Maurilio Guasco - Enciclopedia dei Papi (2000)
- Pio X, papa, santo di Maurilio Guasco - Dizionario Biografico degli Italiani - Volume 84 (2015)
- Pio X, santo  Dizionario di Storia (2011)
- Pio X papa, santo  Enciclopedie on line
- Pio X papa  di Alberto Maria Ghisalberti - Enciclopedia Italiana (1935)
- Pio X, santo di Maurilio Guasco - Enciclopedia dei Papi (2000)
- Papa Pio X Da Cathopedia, l'enciclopedia cattolica
- Piccola guida al museo di s. Pio X di Salzano di Gianni Marcuglia e Giorgio Zillio
- La leggenda delle origini di Pio X • In un convegno a Opole in Alta Slesia • 04 luglio 2013 Arhivirano 2018-01-13 na Wayback Machine.
- San Pio X, patriarca di Venezia di Silvio Tramontin - Una Voce delle Venezie

(francosko)
- Compilhistoire: Pie X  pape

### Okrožnice, pesnitve in drugo
- Lamentabili Sane Pope Pius X – 1907 - Syllabus condemning the errors of the modernists
- Vehementer nos; encyclical of pope Pius X on the French law of separation en, fr, it, la
- Homolaicus: Il secondo governo Crispi (1893-1896)

### Film
- L'unico film esistente su San Pio X Papa. Gloria TV 137,595 views
- Vida y obra de San Pio X – Raner Castro
- Incontro don Guanella e papa Pio X
- How Pope Pius X Dealt with a Modernist Heretical Bishop

| Nazivi Rimskokatoliške cerkve    | Nazivi Rimskokatoliške cerkve                                       | Nazivi Rimskokatoliške cerkve |
| -------------------------------- | ------------------------------------------------------------------- | ----------------------------- |
| Predhodnik: Giovanni Berengo     | Škof Mantove 1884–1893                                              | Naslednik: Paolo Origo        |
| Predhodnik: Domenico Agostini    | Patriarh Benetk 1893–1903                                           | Naslednik: Aristide Cavallari |
| Predhodnik: Francesco Battaglini | kardinal-duhovnik pri San Bernardo alle Terme Diocleziane 1893–1903 | Naslednik: Emidio Taliani     |
| Predhodnik: -                    | prefekt kongregacije za nauk vere 1903–1914                         | Naslednik: Benedikt XV.       |
| Predhodnik: -                    | prefekt kongregacije za škofe 1903–1914                             | Naslednik: Benedikt XV.       |
| Predhodnik: Luigi Macchi         | opat opatije Subiaco 1907–1914                                      | Naslednik: Benedikt XV.       |
| Predhodnik: Filippo Camassei     | veliki mojster Reda Božjega groba 1907–1914                         | Naslednik: Benedikt XV.       |
| Predhodnik: Leon XIII.           | Papež 1903–1914                                                     | Naslednik: Benedikt XV.       |